# David Eick

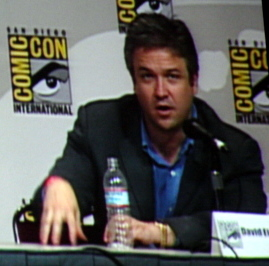
David Eick

David Eick (nascido em 1968) é um roteirista e produtor de seriados estadunidense.

## Filmografia

### Televisão
- 2008 Caprica, produtor executivo
- 2007 The Gathering, produtor executivo e roteirista
- 2007 Battlestar Gallactica, produtor executivo e roteirista
- 2007 Bionic Woman, produtor executivo e roteirista
- 2007 Them, produtor executivo e roteirista
- 2001 The Agency, consultor
- 1997 Spy Game, supervisor de produção
- 1996 American Gothic, produtor
- 1995 Hercules: The Legendary Journeys, co-produtor
- 1994 Hercules in the Maze of the Minotaur, co-produtor
- 1994 Hercules in the Underworld, co-produtor
- 1994 Hercules and the Circle of Fire, co-produtor
- 1994 Hercules and the Lost Kingdom, co-produtor
- 1994 Hercules and the Amazon Women, co-produtor
- 1994 M.A.N.T.I.S., produtor